# San Martino di Finita
San Martino di Finita (albanès Shën Mërtiri) és un municipi italià, dins de la província de Cosenza. L'any 2006 tenia 1.247 habitants. És un dels municipis on viu la comunitat arbëreshë. Limita amb els municipis de Cerzeto, Lattarico, Rota Greca i Torano Castello. Comprèn quatre seccions: Rajo (la part més antiga, amb nom arberesh), la Piazza (Qacë), el Borgo (Vurgut) i la Baracche (Sheshee).

## Administració
| Període | Identitat       | Partit        |
| ------- | --------------- | ------------- |
| 2006-   | Teodoro Santoro | Llista cívica |